# سیارک ۲۰۵۵۳
سیارک ۲۰۵۵۳ (به انگلیسی: 20553 Donaldhowk، نامگذاری:1999RQ113) بیست هزار و پانصد و پنجاه و سومین سیارک کشف شده‌است که در ۹ سپتامبر ۱۹۹۹ کشف شد.
قدر مطلق سیارک برابر ۱۳.۵ است.